# 萊克村 (阿肯色州)
萊克村（英語：Lake Village）是一個位於美國阿肯色州奇科特縣的城市。根據2020年美國人口普查，該地人口為2065人，而該地的面積約為6.19平方千米。同時該地也是奇科特縣的縣治。

## 地理
萊克村的座標為33°19′54″N 91°17′01″W / 33.33167°N 91.28361°W，而該地的平均海拔高度為33米（即108英尺）。